# Doktor und Apotheker

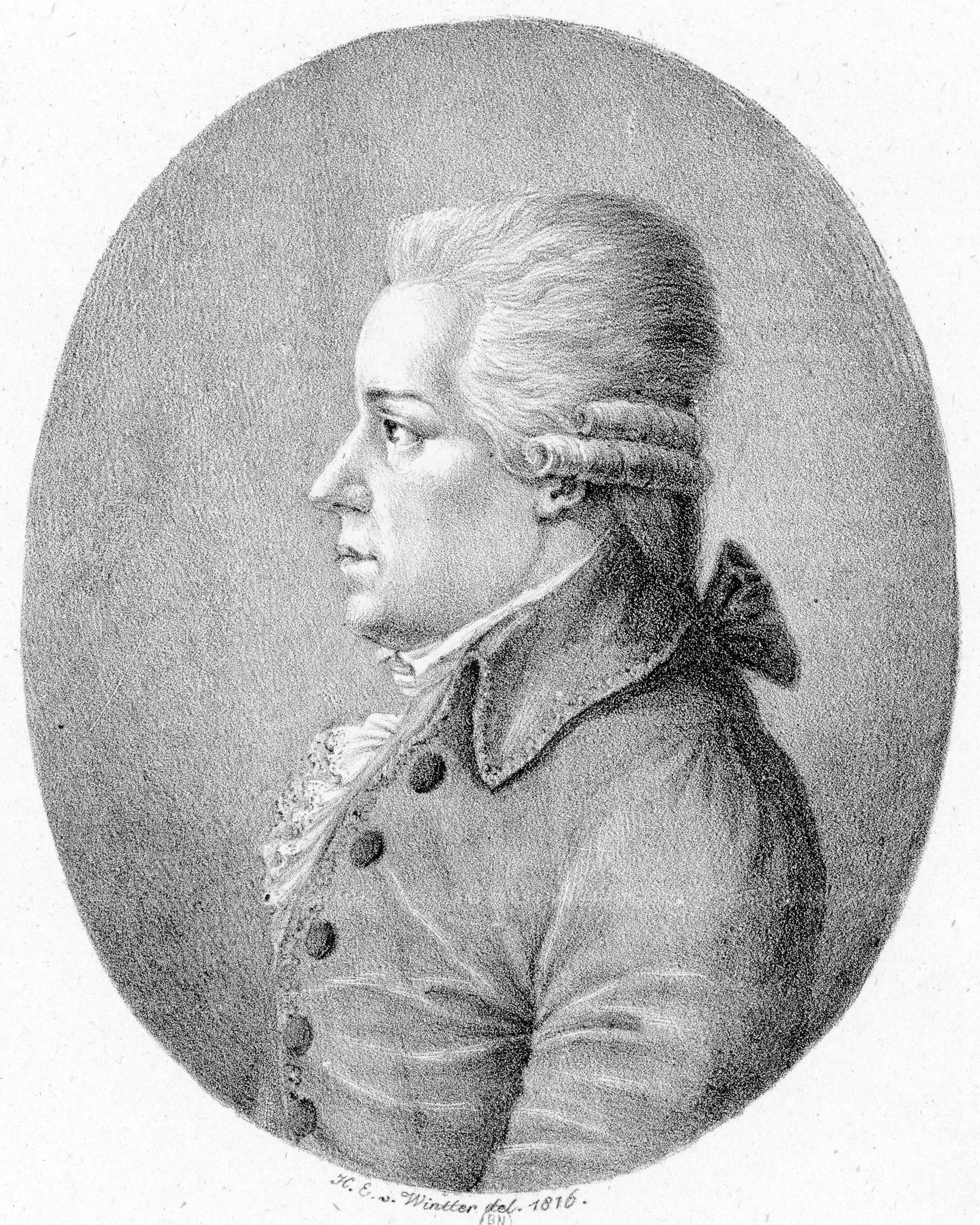
Retrat de Karl Ditters von Dittersdorf.

Doktor und Apotheker (en alemany, Doctor i apotecari) és una òpera en dos actes de Karl Ditters von Dittersdorf, amb llibret de Johann Gottlieb Stephanie el Jove, basat en la comèdia francesa anònima L'apothicaire de Murcie. S'estrenà al Burgtheater de Viena l'11 de juliol de 1786. A Catalunya s'estrenà al Palau de la Música Catalana el 6 de novembre de 1969.